# Limenitis volupis
Limenitis volupis är en fjärilsart som beskrevs av Hans Fruhstorfer 1915. Limenitis volupis ingår i släktet Limenitis och familjen praktfjärilar. Inga underarter finns listade i Catalogue of Life.